# Steel Vengeance
Steel Vengeance – hybrydowa (stalowo-drewniana) kolejka górska otwarta 5 maja 2018 roku w parku Cedar Point w USA, zbudowana przez amerykańskie przedsiębiorstwo Rocky Mountain Construction. Najdłuższa hybrydowa kolejka górska na świecie. Do 22 sierpnia 2019 roku także najwyższa i najszybsza hybrydowa kolejka górska na świecie – rekordy te utraciła na rzecz kolejki Zadra w parku Energylandia w Polsce. Powstała w miejscu drewnianej kolejki Mean Streak, działającej w latach 1991–2016. Przy wysokości 62,5 m zalicza się do bardzo wysokich roller coasterów typu hyper coaster i jest pierwszą kolejką hybrydową tego typu na świecie.

## Historia
Park Cedar Point otworzył przy udziale firmy Dinn Corporation w 1991 roku kolejkę Mean Streak, która ustanowiła ówczesny rekord wysokości (49 m) i spadku (47 m) wśród kolejek drewnianych.
1 sierpnia 2016 roku park zapowiedział, że w dniu 16 września tego samego roku Mean Streak przewiezie swoich ostatnich pasażerów, jednocześnie odmawiając odpowiedzi na pytanie, czy kolejka zostanie zburzona.
Od początku sezonu 2017 Cedar Point publikował krótkie filmy zapowiadające nową atrakcję, po czym 16 sierpnia 2017 roku wystosował oficjalne oświadczenie potwierdzające, że Mean Streak zostanie przebudowana przez RMC przy zastosowaniu technologii I-Box.
Kolejka została otwarta dla gości parku w dniu 5 maja 2018 roku.

## Opis przejazdu
Pociąg opuszcza stację, pokonuje dwie niskie górki, po czym rozpoczyna wjazd na główne wzniesienie o wysokości 62,5 m. Następnie zjeżdża pod kątem 90°, pokonując różnicę wysokości 61 m, przejeżdża z maksymalną prędkością 119 km/h przez niskie wzniesienie (speed bump), pokonuje dwa wysokie wzniesienia z zewnętrznym pochyleniem toru generującym przeciążenia ujemne, po czym wykonuje pierwszą inwersję, zero-g-roll, skręca w prawo i natychmiast wykonuje drugą inwersję: zero-g-stall. W dalszej kolejności pociąg skręca w prawo i mija hamulce sekcyjne (MCBR), które opuszcza skręcając w lewo, po czym pokonuje serię licznych niskich wzniesień na przemian z dwiema ostatnimi inwersjami (ponownie zero-g-roll), zostaje wyhamowany i wraca na stację.

## Tematyzacja
Tematyka kolejki nawiązuje do Dzikiego Zachodu. Trzy pociągi kolejki reprezentują troje kowbojów: Jacksona „Blackjacka” Chamberlaina, Wyatta „Diggera” Dempseya oraz Chess „Wild One” Watkins, przybywających do miasteczka Frontiertown, by zemścić się na Mavericku za doznane krzywdy (nawiązanie do kolejki Maverick w tym samym parku).

## Incydenty z udziałem kolejki

### Incydent z 5 maja 2018 roku
W dniu otwarcia kolejki, 5 maja 2018 roku około godziny 13:30 miejscowego czasu, doszło do niegroźnego incydentu na stacji roller coastera. Jeden z pociągów kolejki został zbyt słabo wyhamowany po wykonaniu przejazdu i uderzył z niewielką prędkością w pociąg stojący na stacji. Cztery osoby zostały przebadane na własne życzenie w miejscowym punkcie medycznym, po czym wróciły do parku. Kolejka została przywrócona do działania wieczorem tego samego dnia.

### Incydent z 23 lipca 2018 roku
23 lipca 2018 roku siedemnastolatek został aresztowany po tym, jak rzucał w kierunku poruszających się pociągów kolejki opakowaniami sosu. Jedno z opakowań uległo rozerwaniu, a jego zawartość oblała pasażerów.

### Incydent z 11 sierpnia 2018 roku
11 sierpnia 2018 jedno z kół napędowych, których zadaniem jest przepchnięcie pociągu z hamulców w stronę stacji, oddzieliło się od mechanizmu napędowego i upadło w obszarze ścieżki prowadzącej gości parku do stacji kolejki. Pasażerowie pociągu zostali ewakuowani. Po naprawie awarii roller coaster został przywrócony do działania następnego dnia.

## Pozycja w rankingach
Steel Vengeance otrzymała nagrodę Golden Ticket Awards dla najlepszej nowej kolejki górskiej zbudowanej w 2018 roku i zajęła 3. miejsce w rankingu dla najlepszych stalowych kolejek górskich świata.
| Golden Ticket Awards – Top 50 stalowych kolejek górskich | Golden Ticket Awards – Top 50 stalowych kolejek górskich | Golden Ticket Awards – Top 50 stalowych kolejek górskich | Golden Ticket Awards – Top 50 stalowych kolejek górskich | Golden Ticket Awards – Top 50 stalowych kolejek górskich | Golden Ticket Awards – Top 50 stalowych kolejek górskich | Golden Ticket Awards – Top 50 stalowych kolejek górskich |
| -------------------------------------------------------- | -------------------------------------------------------- | -------------------------------------------------------- | -------------------------------------------------------- | -------------------------------------------------------- | -------------------------------------------------------- | -------------------------------------------------------- |
| 2018                                                     | 2019                                                     | 2020                                                     | 2021                                                     | 2022                                                     | 2023                                                     | 2024                                                     |
| 3                                                        | 3                                                        | ×                                                        | 3                                                        | 2                                                        | 4                                                        | 3                                                        |